# Antikvariat
Et antikvariat eller en antikvarboghandel er den gren af boghandelen, som beskæftiger sig med køb og salg af sjældne gamle bøger, af gamle kunstblade, manuskripter, autografer, hele biblioteker og brugte bøger, hvis værdi retter sig efter udgavernes sjældenhed, tilstand og efter indbindingens art.
Indehaveren af et antikvariat kaldes sædvanligvis en antikvar, men tidligere blev udtryk som bogjøde og boghøker brugt om indehaverne af brugtbogsbutikker.
Det videnskabelige antikvariat nyder med rette megen anseelse; lederen må være inde i den gamle litteratur og i øvrigt være ikke så lidt af en videnskabsmand. Antikvarboghandlernes sælger i dag først og fremmest via internettet, hvor fællessites skaber overblik over bøger til salg netop nu. Antikvariat.net er en af de tidlige databaser, som nu er nordens største bogdatabase. Ud over salg via nettet anvender antikvarboghandlere også den traditionelle salgsmetode: bogkataloger. De bruges mest til at præsentere særlige samlinger. Mange samlinger sælges på bogauktioner. I vore dage findes også »kunst-antikvariater«. Nogle antikvariater specialiserer sig i bestemte type bøger, eksempelvis førsteudgaver, bøger om særlige emner som maritime bøger, eller af bestemte forfattere eller særlige perioder.
Salg af restoplag og anmeldereksemplarer hører nu også ind under antikvarboghandelen. Les bouquinistes er en egen slags antikvarboghandlere, der har udstillet deres bogkasser med interessante varer langs Seinen i Paris .
Nogle steder findes større koncentrationer af antikvariater, der oplever en synergieffekt ved at ligge tæt. Et eksempel er den engelske by Hay-on-Wye, som huser et stort antal antikvariater, der hvert år tiltrækker mange turister.